# Piotr Tomasik (piłkarz)
Piotr Tomasik (ur. 31 października 1987 w Krakowie) – polski piłkarz, występujący na pozycji obrońcy lub pomocnika. W 2009 młodzieżowy reprezentant Polski.

## Kariera klubowa
Jako junior karierę zaczynał w Hutniku Kraków. W 2005 trafił do Przeboju Wolbrom. W drużynie tej grał przez trzy lata. Następnie został zawodnikiem Polonii Bytom. W sezonie 2008/2009 rozegrał 9 spotkań w Ekstraklasie. 17 czerwca 2015 związał się z Jagiellonią Białystok dwuletnią umową, z opcją przedłużenia o kolejny rok. 11 stycznia 2018 został piłkarzem Lecha Poznań podpisując 3,5-letnią umowę. 
21 czerwca 2019 dołączył do kadry Wisły Płock, w której rozegrał 99 oficjalnych meczów, zdobywając 5 goli. W sezonie 2022/2023 spadł z nią z Ekstraklasy. 31 maja 2023 klub poinformował, że wygasająca z końcem czerwca umowa z Tomasikiem nie zostanie przedłużona. 

## Kariera reprezentacyjna
Rozegrał   jedno spotkanie w barwach reprezentacji Polski do lat 23, przeciwko Anglii C, zastępując w 77. minucie Piotra Ćwielonga.

## Statystyki

### Klubowe
(aktualne na dzień 11 sierpnia 2022)
| Klub                       | Sezon              | Liga               | Liga  | Liga   | Puchar Polski | Puchar Polski | Europa | Europa | Suma  | Suma   |
| Klub                       | Sezon              | Liga               | Mecze | Bramki | Mecze         | Bramki        | Mecze  | Bramki | Mecze | Bramki |
| -------------------------- | ------------------ | ------------------ | ----- | ------ | ------------- | ------------- | ------ | ------ | ----- | ------ |
| Polonia Bytom              | 2008/09            | Ekstraklasa        | 9     | 0      | 1             | 0             | –      | –      | 10    | 0      |
| Polonia Bytom              | 2009/10            | Ekstraklasa        | 26    | 0      | –             | –             | –      | –      | 26    | 0      |
| Polonia Bytom              | Ogólnie            | Ogólnie            | 35    | 0      | 1             | 0             | 0      | 0      | 36    | 0      |
| Flota Świnoujście          | 2010/11            | I liga             | 13    | 0      | –             | –             | –      | –      | 13    | 0      |
| Flota Świnoujście          | 2011/12            | I liga             | 14    | 4      | 2             | 1             | –      | –      | 16    | 5      |
| Flota Świnoujście          | Ogólnie            | Ogólnie            | 27    | 4      | 2             | 1             | 0      | 0      | 29    | 5      |
| Arka Gdynia                | 2011/12            | I liga             | 11    | 3      | 4             | 1             | –      | –      | 15    | 4      |
| Arka Gdynia                | 2012/13            | I liga             | 32    | 1      | 1             | 0             | –      | –      | 33    | 1      |
| Arka Gdynia                | 2013/14            | I liga             | 29    | 4      | 5             | 3             | –      | –      | 34    | 7      |
| Arka Gdynia                | Ogólnie            | Ogólnie            | 72    | 8      | 10            | 4             | 0      | 0      | 82    | 12     |
| Podbeskidzie Bielsko-Biała | 2014/15            | Ekstraklasa        | 20    | 0      | 2             | 0             | –      | –      | 22    | 0      |
| Jagiellonia Białystok      | 2015/16            | Ekstraklasa        | 29    | 3      | –             | –             | 4      | 0      | 33    | 3      |
| Jagiellonia Białystok      | 2016/17            | Ekstraklasa        | 33    | 0      | 1             | 0             | –      | –      | 34    | 0      |
| Jagiellonia Białystok      | 2017/18            | Ekstraklasa        | 9     | 0      | –             | –             | 1      | 0      | 10    | 0      |
| Jagiellonia Białystok      | Ogólnie            | Ogólnie            | 71    | 3      | 1             | 0             | 5      | 0      | 77    | 3      |
| Lech Poznań                | 2017/18            | Ekstraklasa        | 6     | 0      | –             | –             | –      | –      | 6     | 0      |
| Lech Poznań                | 2018/19            | Ekstraklasa        | 16    | 0      | 1             | 0             | 1      | 0      | 18    | 0      |
| Lech Poznań                | Ogólnie            | Ogólnie            | 22    | 0      | 1             | 0             | 1      | 0      | 24    | 0      |
| Wisła Płock                | 2019/20            | Ekstraklasa        | 26    | 3      | 1             | 0             | –      | –      | 27    | 3      |
| Wisła Płock                | 2020/21            | Ekstraklasa        | 14    | 0      | 1             | 0             | –      | –      | 15    | 0      |
| Wisła Płock                | 2021/22            | Ekstraklasa        | 29    | 2      | 0             | 0             | –      | –      | 29    | 2      |
| Wisła Płock                | 2022/23            | Ekstraklasa        | 4     | 0      | 0             | 0             | –      | –      | 4     | 0      |
| Wisła Płock                | Ogólnie            | Ogólnie            | 73    | 5      | 2             | 0             | 0      | 0      | 75    | 5      |
| Ogólnie w karierze         | Ogólnie w karierze | Ogólnie w karierze | 322   | 20     | 25            | 5             | 6      | 0      | 353   | 25     |